# Juan Carlos Loustau
Juan Carlos Loustau (* 13. Juli 1947 in Temperley) ist ein ehemaliger argentinischer Fußballschiedsrichter.

## Schiedsrichterlaufbahn
Der erste internationale Schiedsrichtereinsatz für Juan Carlos Loustau ist für das Jahr 1982 verzeichnet, als er bei der Copa Libertadores die Partie zwischen Defensor Sporting aus Uruguay und Grêmio Porto Alegre aus Brasilien leitete, die 0:0 endete. Im folgenden Jahr pfiff er sein erstes Länderspiel zwischen Brasilien und Paraguay (0:0) bei der Copa América. Weitere Berufungen innerhalb des südamerikanischen Verbandes folgten in den Jahren danach, ehe er für die Juniorenweltmeisterschaft 1987 in Chile nominiert wurde. Hier wurde er dreimal eingesetzt, unter anderem im Finale, das Deutschland im Elfmeterschießen mit 5:6 gegen Jugoslawien verlor.
In der Folge wurde Loustau mit weiteren hochkarätigen Spielleitungen betraut. Erstmals pfiff er beim Fußballturnier der Olympischen Sommerspiele 1988 in Südkorea außerhalb Südamerikas. Anschließend oblag ihm die Leitung der Finalrückspiele der Copa Libertadores 1989 und 1990. Zwischen diesen beiden Vereinswettbewerben wurde er als einer von sieben südamerikanischen Unparteiischen für die Weltmeisterschaft 1990 in Italien nominiert.
Nach den Vorrundenspielen zwischen Costa Rica und Schottland (1:0) sowie Belgien und Spanien (1:2) wurde ihm das brisante Achtelfinale zwischen Deutschland und den Niederlanden anvertraut. Dort geriet er ab der 20. Minute in den Mittelpunkt, als er zunächst regelkonform den Niederländer Frank Rijkaard nach einem Foul an Rudi Völler verwarnte. Als Rijkaard anschließend Völler in die Haare spuckte, worüber dieser sich beschwerte, erhielt auch der deutsche Stürmer von Loustau die gelbe Karte gezeigt. Nachdem Völler den aus dem Tor stürmenden niederländischen Torhüter Hans van Breukelen übersprungen hatte, wurde der DFB-Akteur auf dem Boden sitzend wegen einer leichten Berührung bei dieser Aktion von van Breukelen beschimpft und von Rijkaard am Ohr gezogen. Der argentinische Schiedsrichter verwies daraufhin trotzdem beide Feldspieler mit der roten Karte des Platzes; beim Hinuntergehen spuckte Rijkaard – wiederum ohne jede Sanktion – dem Deutschen erneut von hinten in die Haare. Völler sagte später über Loustaus Entscheidungen: „Das war eine furchtbare Ungerechtigkeit. Was den Schiedsrichter damals geritten hatte, wird er wohl mit ins Grab nehmen.“ Kurz vor Schluss wurde noch ein umstrittener Elfmeter für die Niederlande verhängt, den Ronald Koeman zum 1:2-Endstand aus niederländischer Sicht verwandelte. Juan Carlos Loustau wurde anschließend bei diesem Turnier nicht mehr eingesetzt.
In seiner Schiedsrichterlaufbahn leitete er noch zwei weitere Male Spiele der deutschen Nationalmannschaft: im September 1992 beim 4:1-Testspielsieg in Uruguay sowie im Juni 1993 bei einem 4:1-Auswärtserfolg über die Vereinigten Staaten, ebenfalls in einer Freundschaftspartie. Am 13. Dezember 1992 war Loustau der Schiedsrichter des Weltpokal-Finales in Tokio, das der FC São Paulo mit 2:1 gegen den FC Barcelona gewann. Letztmals auf internationaler Bühne aktiv war er in der Qualifikation zur Weltmeisterschaft 1994 beim Spiel zwischen Ecuador und Brasilien am 18. Juli 1993, das 0:0 endete.
Sein Sohn Patricio Loustau war von 2011 bis 2022 ebenfalls FIFA-Schiedsrichter.